# Ісламський культурний центр м. Харкова «Аль-Манар»

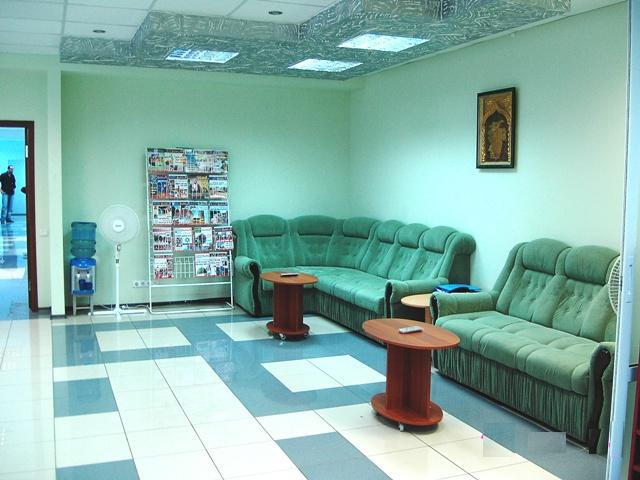

Ісламський культурний центр м. Харкова «Аль-Манар» — один із ісламських культурних центрів підпорядкованих ВАГО «Альраїд». Розташований за адресою м. Харків, пров. Селищний, 2. 

## Історія
«Аль-Манар» — перша зареєстрована громадська організація, що ввійшла колись до складу ВАГО «Альраід». Вона починалася зі студентської самодіяльності й стала одним з найбільших центрів громадського життя мусульман Харкова та України в цілому. 27 січня 1994 року отримують свідоцтво про державну реєстрацію.  
Спочатку «Аль-Манар» зв’язалася з подібними об’єднаннями студентів-іноземців в інших містах України і навіть провела в Харкові всеукраїнський табір для активістів цих організацій, а потім в асоціації вирішили, що набагато ефективніше об’єднатися з місцевими, українськими мусульманами, і підписали угоду про співпрацю з харківської громадою мусульман, що в її складі тоді були переважно татари. Союз виявився вдалим: окрім проведення спільних заходів, харківські мусульмани запропонували «Аль-Манар» використовувати для проведення молитов Харківську соборну мечеть.   
1998 року в «Аль-Манар», нарешті, з’явився власний офіс, проте лишилася потреба в молитовній залі, що вмістила би велику кількість мусульман, навчальних класах, приміщенні для постійно поповнюваної бібліотеки ісламської літератури (арабською та російською мовами), приміщення для урочистих і жалобних заходів. 14 травня 2005 року у місті Харків відкрито власний ісламський культурний центр.

## Діяльність
На території Ісламського культурного центру створені умови для забезпечені потреб його відвідувачів, що сповідують іслам, а саме:
молитовної зали (мечеті) на 500 осіб, у якій щодня проводиться п'ятиразова молитва (за розкладом для міста Харкова);
бібліотеки з різноманітними носіями інформації російською й арабською мовами (література, компакт-диски, аудіо- і відео-касети про іслам і східну культуру);
недільної школи з вивчення арабської мови та культури ісламського світу;
жіночого відділу
конференц-зали;
навчальних класів;
приймальні для проведення урочистих і скорботних подій.
Також створені умови для проведення обряду нікях (одруження), джазан-намаз (заупокійної молитви), наряджання покійного.
Організації і відділи, розміщені в Центрі:
— офіс регіонального представництва ВАГО «Альраід»;
— громадська організація «Аль-Манар» (араб. المنارة — маяк)..